# Sega NAOMI
NAOMI (New Arcade Operation Machine Idea) es un sistema basado en la tecnología de la Sega Dreamcast para ser utilizado como placa base para máquinas recreativas. La primera demostración de hardware NAOMI como sucesor del Sega Model 3 se realizó en el JAMMA de 1998. La producción en masa permitió reducir considerablemente el coste de producción de los muebles para máquinas recreativas.
Comparten la misma estructura de sistema. Ambos sistemas usan el mismo CPU Hitachi SH-4, el PowerVR Series 2 GPU (PVR2DC), y un sistema de sonido Yamaha AICA; pero el NAOMI tiene el doble de memoria gráfica y de sistema, y cuatro veces más memoria de sonido. Por otro lado, el NAOMI y la Dreamcast operan con la misma frecuencia de reloj. Además, se pueden combinar varias placas NAOMI para obtener mejores gráficos o para establecer una configuración con varias pantallas. Otra diferencia fundamental entre el NAOMI y la Dreamcast radica en el medio utilizado para leer los juegos. Dreamcast se sirve de un sistema óptico en formato GD-ROM, mientras que NAOMI utiliza un sistema de tarjetas donde el programa y los datos están almacenados en chips ROM, aunque en ocasiones puede apoyarse en un disco GD-ROM para cargar datos del juego, dado que las tarjetas ROM son más convenientes para las condiciones a las que se expone una máquina recreativa. El sistema NAOMI es capaz de almacenar hasta 168 MB de datos.
Las placas base NAOMI pueden ser utilizadas en muebles (NAOMI Universal Cabinet) donde en teoría se pueden colocar hasta dieciséis placas funcionando en paralelo.
A diferencia de la mayoría de las plataformas de hardware en la industria de las máquinas recreativas, el sistema NAOMI está licenciado de forma extensa para ser utilizado por otros desarrolladores ajenos a Sega. Juegos como Mazan y Guilty Gear XX son ejemplos de juegos diseñados para NAOMI que no son productos de Sega.
Tras nueve años de fabricación y nuevos títulos incluso en 2008 (como Melty Blood: Actress Again), NAOMI es considerada en la actualidad como una de las plataformas arcade más duraderas de la historia, solo comparable en este tema con la Neo-Geo.

## Especificaciones
- CPU: Hitachi SH-4 @ 200 MHz

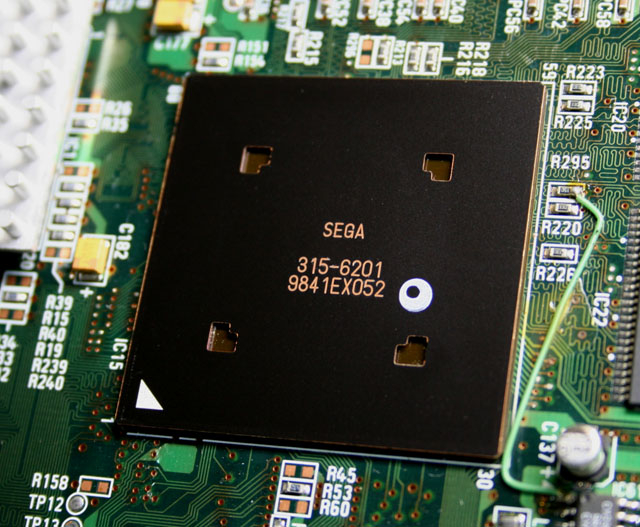
GPU Dreamcast PowerVR2 315-6201, también utilizado en el NAOMI.

  - Características: CPU RISC de 64-bits, SIMD de 128 bits @ 200 MHz, unidad de coma flotante, funciones gráficas
  - Rendimiento: 360 MIPS / 1.4 GFLOPS
- GPU: NEC-Videologic PowerVR (PVR2DC/CLX2) @ 100 MHz
  - Mapeado de texturas: mapeado topológico, mipmapping, mapeo ambiental, compresión de texturas, multitexturas, corrección de perspectiva
  - Filtrado: Filtrado de punto, filtrado bilineal, filtrado trilineal, filtrado anisotrópico
  - Antialiasing: Super sampling antialiasing (SSAA), full-scene antialiasing (FSAA)
  - Composición alfa: 256 nivel de transparencia, transparencia multi-pasadas, ordenamiento traslúcido
  - Sombreado: Sombras, sombreado Gouraud ARGB con corrección de perspectiva
  - Renderización: ROP (rendering output unit), renderización por azulejos, Z-buffer de 32 bits en coma flotante, remoción de superficies ocultas de 32 bits en coma flotante, 256 efectos de niebla, tabla de niebla por pixel
  - Otras capacidades: Quad polygons, triangle polygons, GMV (general modifier volumes)
- Sonido: Procesador de Sonido Superinteligente Yamaha (CPU interno RISC de 32-bit, 64 canales ADPCM) @ 45 MHz
  - CPU interna: CPU RISC ARM7 de 32 bits a 45 MHz
  - Rendimiento de CPU: 40 MIPS
  - PCM/ADPCM: Profundidad de 16 bit, tasa de muestreo de 48 kHz (calidad DVD), 64 canales
  - Otras funciones: DSP, sintetizador de sonido
- Memoria RAM: 56 MB (64 MB con GD-ROM)
  - Memoria principal: 32 MB
  - VRAM: 16 MB (framebuffer y memoria de texturas unificadas)
  - Memoria para sonido: 8 MB
  - DIMM: 8 MB de DRAM (sólo las variantes con GD-ROM)
- Almacenamiento: 
  - Tarjeta ROM (tamaño máximo de 168 MB)
  - Almacenamiento en disco: Unidad GD-ROM (1 GB) @ 12× de velocidad[181]
- Resolución de pantalla: VGA, desde 320×240 hasta 800×608 pixeles, escaneo progresivo
- Profundidad de color: 32 bits, ARGB, 16,777,216 colores (color de 24 bits) con composición alfa de 8 bits (256 niveles), espacios de color YUV y RGB, capa superposición de croma
- Rendimiento de polígonos: 7 millones de polígonos con textura/segundo (con sombras, iluminación y filtrado trilineal) hasta 10 millones de polígonos/segundo (con iluminación)
- Tasa de relleno de renderizado: 500 millones de pixeles/segundo (con polígonos transparentes) hasta más de 3,2 mil millones de pixeles/segundo (con polígonos opacos)
- Tasa de relleno de texturas: 100 millones de texels/segundo (hasta 1600 millones de texels/segundo en el Multiboard)
- Sistema operativo: Windows CE (Con DirectX 6.0, Direct3D y OpenGL)

## Periféricos
- SEGA I/O
- CAPCOM I/O
- UNIDAD GD-ROM
- UNIDAD DIMM

## Videojuegos

### Tarjetas ROM
- 18 Wheeler: American Pro Trucker (2000)
- Airline Pilot (1999)
- Akatsuki Blizkampf Ausf.Achse (2008)
- Alien Front (2001)
- Asian Dynamite / Dynamite Deka EX (2007)
- Boat Race Ocean Heats (2000)
- Cannon Spike / Gunspike (2000)
- Capcom vs. SNK: Millennium Fight 2000 (2000)
- Cosmic Smash (2000)
- Crackin' DJ (2000)
- Crackin' DJ Part 2 (2001)
- Crazy Taxi (1999)
- Dead or Alive 2 (1999)
- Dead or Alive 2 Millennium (2000)
- Death Crimson OX (2000)
- Derby Owners Club (1999)
- Derby Owners Club 2000 (2000)
- Derby Owners Club 2000 Ver. 2 (2000)
- Derby Owners Club II (2002)
- Derby Owners Club World Edition (2001)
- Derby Owners Club World Edition EX (2005)
- Dynamite Baseball '99 (1999)
- Dynamite Baseball NAOMI (1998)
- Ferrari F355 Challenge (1999)
- Ferrari F355 Challenge Twin (1999)
- Ferrari F355 Challenge 2: International Course Edition (2001)
- Giant Gram 2: All Japan Pro Wrestling In Nippon Budokan (1999)
- Giant Gram 2000: All Japan Pro Wrestling 3 Brave Men Of Glory (2000)
- Giga Wing 2 (2000)
- Guilty Gear X (2000)
- Gun Survivor 2: Biohazard Code Veronica (2001)
- Heavy Metal: Geomatrix (2001)
- Idol Janshi Su-Chi-Pai III (1999)
- Illvelo (Illmatic Envelope) (2008)
- Inu no Osanpo (2001)
- Jambo! Safari (1999)
- Kasei Channel Mars TV (1999)
- Kick ‘4’ Cash Prize (2004)
- Mamorukun Curse! (2008)
- Marvel vs Capcom 2: New Age of Heroes (2000)
- Mazan: Flash Of The Blade (2002)
- Melty Blood: Actress Again (2008)
- Mobile Suit Gundam: Federation Vs. Zeon (2001)
- MushiKing: The King of Beetle (2002)
- Ninja Assault (2000)
- Oinori-daimyoujin Matsuri (2002)
- Oinori-daimyoujin Matsuri Festival (2003)
- Out Trigger (1999)
- Pokasuka Ghost / Manic Panic Ghosts (2007)
- Power Stone (1999)
- Power Stone 2 (2000)
- Project Justice / Moero! Justice Gakuen (2000)
- Puyo Puyo Da! (1999)
- Quiz Ah Megamisama (2000)
- Radirgy Noa (2009)
- Rhythm Tengoku (2007)
- Ring Out 4x4 (1999)
- Samba de Amigo (1999)
- Samba de Amigo ver. 2000 (2000)
- Sega Marine Fishing (2000)
- Sega Strike Fighter (2000)
- Sega Tetris (1999)
- Shin Nihon Pro Wrestling Toukon Retsuden 4 Arcade Edition (2000)
- Shooting Love 2007 (2007)
- Shootout Pool (2002)
- Shootout Pool Prize (2003)
- Slash Out (2000)
- Spawn (2000)
- Star Horse (2000)
- Star Horse 2001 (2001)
- Star Horse 2002 (2002)
- Star Horse Progress (2003)
- Star Horse Progress Returns (2009)
- The House of the Dead 2 (1998)
- The Typing of the Dead (2000)
- Tokyo Bus Guide (2000)
- Touch de Uno! (1999)
- Touch de Uno! 2 (2000)
- Touch de Zunou (2006)
- Toy Fighter (1999)
- Virtua NBA (2000)
- Virtua Striker 2 Ver.2000 (1999)
- Virtua Tennis / Power Smash (1999)
- Virtua Tennis 2 / Power Smash 2 (2001)
- Virtual On Oratorio Tangram M.S.B.S.Ver.5.66: 2000 Edition (2000)
- Wave Runners GP (2001)
- World Kicks (2000)
- World Series '99 / Super Major League '99 (1999)
- WWF Royal Rumble (2000)
- Zero Gunner 2 (2001)
- Zombie Revenge (1999)

### Unidad GD-ROM
- Azumanga Daioh Puzzle Bobble (2002)
- Border Down (2003)
- Capcom vs. SNK: Millennium Fight 2000 Pro (2001)
- Capcom vs. SNK 2: Millionaire Fighting 2001 (2001)
- Chaos Field (2004)
- Cleopatra Fortune Plus (2002)
- Confidential Mission (2000)
- Dragon Treasure (2003)
- Dragon Treasure II (2004)
- Dragon Treasure III (2005)
- Guilty Gear XX: The Midnight Carnival (2002)
- Guilty Gear XX #Reload (2003)
- Guilty Gear XX Slash (2005)
- Guilty Gear XX Accent Core (2006)
- Ikaruga (2001)
- Jingi Storm: The Arcade (2006)
- Karous (2006)
- Kuru Kuru Chameleon (2006)
- La Keyboard (2001)
- Lupin Sansei: The Shooting (2001)
- Lupin Sansei: The Typing (2002)
- Melty Blood: Act Cadenza (2005)
- Melty Blood: Act Cadenza Version B (2006)
- Melty Blood: Act Cadenza Version B2 (2007)
- Mobile Suit Gundam: Federation Vs. Zeon DX (2001)
- Moeru Casinyo (2002)
- Monkey Ball (2001)
- Musapey's Choco Marker (2002)
- Noukone Puzzle Takoron (2006)
- Psyvariar 2 (2003)
- Puyo Puyo Fever (2003)
- Quiz K Tie Q Mode (2002)
- Radirgy (2005)
- Sega Network Taisen Mahjong MJ (2002)
- Sega Network Taisen Mahjong MJ New Ver. (2003)
- Senko no Ronde (2005)
- Senko no Ronde SP (2005)
- Shakka to Tambourine (2000)
- Shakka to Tambourine 2001 (2001)
- Shakka to Tambourine 2001 Power Up! (2001)
- Shikigami no Shiro II (2003)
- Slash Out (2000)
- Spikers Battle (2001)
- Sports Jam (2000)
- Street Fighter Zero 3 Upper (2001)
- Super Major League / World Series Baseball (2001)
- Super Shanghai 2005 (2005)
- The Maze of the Kings (2002)
- Trigger Heart Exelica (2006)
- Trizeal (2004)
- Under Defeat (2005)
- Virtua Athletics (2002)
- Virtua Golf / Dynamic Golf (2001)
- Virtua Tennis / Power Smash (1999) *la versión GD-ROM fue relanzada en 2001.
- Virtua Tennis 2 / Power Smash 2 (2001)

- Datos: Q1369174
- Multimedia: Sega NAOMI / Q1369174